# Greigia oaxacana
Greigia oaxacana är en gräsväxtart som beskrevs av Lyman Bradford Smith. Greigia oaxacana ingår i släktet Greigia och familjen Bromeliaceae. Inga underarter finns listade i Catalogue of Life.